# Resultados do Carnaval de São Paulo em 1978
Resultados do Carnaval de São Paulo em 1978.

## Escolas de samba

### Grupo 1
Classificação
| Legenda: Campeã Rebaixada |

| Col. | Escola                | Enredo                                               | Pontos |
| ---- | --------------------- | ---------------------------------------------------- | ------ |
| 1    | Vai-Vai               | Na Arca de Noel Quem Entrou não Saiu Mais            | 86,0   |
| 2    | Camisa Verde e Branco | Semana de Arte Moderna e os Contemporâneos do Futuro | 84,0   |
| 3    | Mocidade Alegre       | Sonhando nos Braços de Morfeu                        | 81,0   |
| 4    | Rosas de Ouro         | Salamanca do Jarau                                   | 79,0   |
| 5    | Nenê de Vila Matilde  | Sonho de um Rei Negro                                | 70,0   |
| 6    | Pérola Negra          | Dia-a-Dia                                            | 67,0   |
| 7    | Barroca Zona Sul      | Cantos e Danças de um Povo                           | 61,0   |
| 8    | Paulistano da Glória  | Epopéia de Glória                                    | 60,0   |
| 9    | Unidos do Peruche     | Di Cavalcanti "Dos Carnavais e das Mulatas"          | 59,0   |
| 10   | Império do Cambuci    | Paranãendy - o Resplendor do Mar                     | 43,0   |
| 11   | Tom Maior             | Um Dia na Praça                                      | 42,0   |
| 12   | Império Lapeano       | Fernão Dias, "O Hércules do Sertão"                  | 41,0   |

### Grupo 2
Classificação
| Legenda: Promovida Rebaixada |

| Col. | Escola                      | Enredo                                          | Pontos |
| ---- | --------------------------- | ----------------------------------------------- | ------ |
| 1    | Cabeções de Vila Prudente   | Coroação de Um Rei Negro                        | 79,0   |
| 2    | Imperador do Ipiranga       | Da África ao Brasil - Zambi, o Criador do Mundo | 79,0   |
| 3    | Príncipe Negro              | Apoteose do Samba                               | 77,0   |
| 4    | Acadêmicos do Ipiranga      | Tempo de Fantasia                               | 73,0   |
| 5    | Falcão do Morro Itaquerense | Poema Barroco                                   | 63,0   |
| 6    | Morro da Casa Verde         | Viva os Carnavais                               | 63,0   |
| 7    | Acadêmicos do Tatuapé       | Juca Mulato                                     | 62,0   |
| 8    | Flor da Vila Dalila         | Ogun, o Que Veio da África                      | 61,0   |
| 9    | Unidos de Vila Maria        | Francisco das Chagas, o Cabra                   | 59,0   |
| 10   | Folha Azul dos Marujos      | Chiquinha Gonzaga                               | 58,0   |
| 11   | Primeira do Itaim Paulista  | Festa na Roça - Homenagem a Tonico e Tinoco     | 33,0   |
| 12   | Lavapés                     | A Valsa do Imperador                            | 29,0   |

### Grupo 3
Classificação
| Legenda: Promovida Rebaixada |

| Col. | Escola                           | Enredo                                                    | Pontos |
| ---- | -------------------------------- | --------------------------------------------------------- | ------ |
| 1    | Renascença da Lapa               | Os Holandeses no Brasil                                   | 82,0   |
| 2    | Filhotes da X-9                  | Festas Tradicionais do Rio Grande do Sul                  | 79,0   |
| 3    | Colorado do Brás                 | Sítio do Pica-Pau Amarelo                                 | 75,0   |
| 4    | Primeira da Vila Carolina        | Paulo Machado de Carvalho, O General da Vitória           | 72,0   |
| 5    | Prova de Fogo                    | A Vitória Régia                                           | 69,0   |
| 6    | Coruja da Vila Esperança         | O Gigante a Caminho do Futuro                             | 65,0   |
| 7    | Aristocratas do Tatuapé          | Quadros da Natureza Brasileira                            | 64,0   |
| 8    | Águia de Ouro                    | Cem anos de Chorinho                                      | 61,0   |
| 9    | Fio de Ouro                      | A Soberana Tia Amélia                                     | 55,0   |
| 10   | Passo de Ouro                    | Ouro Verde nas Terras do Brasil                           | 52,0   |
| 11   | Cachoeira Império do Samba       | Falando de Flores                                         | 36,0   |
| 12   | Unidos da Galvão Bueno           | Retrato de um Sambista - Homenagem ao Sambista Pé Rachado | 24,0   |
| 13   | Meninos Lá de Casa               | Os Imortais da Passarela                                  | -04,00 |
| 14   | Garotos da Chácara Santo Antônio | Estrela dos Dois Diamantes                                | -11,00 |

### Grupo 4
Classificação
| Legenda: Promovida Desclassificada |

| Col. | Escola                              | Enredo                                                 | Pontos |
| ---- | ----------------------------------- | ------------------------------------------------------ | ------ |
| 1    | Acadêmicos do Tucuruvi              | Sonho de Carnaval                                      | 78,0   |
| 2    | Flor da Penha                       | Um Universo Chamado Bahia                              | 65,0   |
| 3    | Uirapuru da Mooca                   | Mooca, Seu Passado, Suas Glórias                       | 61,0   |
| 4    | Estrela de Prata                    | A Civilização do Café                                  | 44,0   |
| 5    | Dragões da Vila Maria               | Uma Feira na Bahia                                     | 40,0   |
| 6    | Ermelinense                         | O Caboclinho Seresteiro                                | 38,0   |
| 7    | Mocidade Independente da Zona Norte |                                                        | 35,0   |
| 8    | Imperiais do Real Parque            | Meu Tempo de Criança                                   | 29,0   |
| 9    | Unidos do Bom Retiro                | Lenda da Vitória Régia                                 | 29,0   |
| 10   | Princesa da Saúde                   |                                                        | 27,0   |
| 11   | Estrela Brilhante                   |                                                        | 21,0   |
| 12   | Independentes do Jardim Miriam      |                                                        | 17,0   |
| --   | Catedráticos de Vila Sônia          | Mulher Negra Maravilha - Mãe, Filha, Irmã, Companheira | --     |

## Blocos
Classificação
- 1-Gaviões da Fiel - 40,0 pontos
- 2- Jóia Rara - 34,0 pontos
- 3- Sovaco de Cobra - 34,0 pontos
- 4- T.U.S.P. - 29,0 pontos
- 5- Pessoal da Zona Sul - 20,0 pontos
- 6- Cacique de Vila Gomes - 17,0 pontos
- 7- Independêntes da Vila Esperança - 16,0 pontos
- Descl. - Meninos do Rio Pequeno